# 1995 BD1
1995 BD1 är en asteroid i huvudbältet som upptäcktes den 25 januari 1995 av den japanska astronomen Takao Kobayashi vid Ōizumi-observatoriet.
Asteroiden har en diameter på ungefär 4 kilometer.